# Bildtafel der Schifffahrtszeichen auf dem Bodensee
Diese Bildtafel der Schifffahrtszeichen auf dem Bodensee beinhaltet die Schifffahrtszeichen, wie sie in der Anlage B der Bodensee-Schifffahrts-Ordnung (Stand Februar 2017) aufgelistet werden. Die Schifffahrtszeichen auf dem Bodensee sind in den drei Anrainerstaaten Deutschland, Österreich und der Schweiz gültig.

## Bodensee

### Verbotszeichen

A.1a Verbot der Durchfahrt oder gesperrte Wasserflächen für Fahrzeuge aller Art
A.1b Verbot der Durchfahrt oder gesperrte Wasserflächen für Fahrzeuge mit Maschinenantrieb
A.2 Überholverbot
A.3 Verbot des Begegnens und Überholverbot
A.4 Liegeverbot
A.5 Ankerverbot
A.6 Festmacheverbot
A.7 Wendeverbot
A.8 Verbot, schädlichen Wellenschlag oder Sog zu erzeugen
A.9 Verbot, außerhalb der angezeigten Begrenzung zu fahren
A.10 Verbot des Wasserskifahrens
A.11 Verbot des Segelsurfbrettfahrens
A.12 Verbot des Fahrens mit Segelfahrzeugen

### Gebotszeichen

B.1 Gebot, die durch den Pfeil angezeigte Richtung einzuschlagen
B.2 Gebot, unter bestimmten Umständen anzuhalten
B.3 Gebot, die in km/h angegebene Geschwindigkeit nicht zu überschreiten
B.4 Gebot, ein Schallzeichen zu geben
B.5 Gebot, besondere Vorsicht walten zu lassen

„B.2 Gebot, unter bestimmten Umständen anzuhalten“ in Verbindung mit Zoll

### Zeichen für Einschränkungen

C.1 Begrenzte Fahrwassertiefe
C.2 Beschränkte Durchfahrtshöhe
C.3 Beschränkte Durchfahrtsbreite
C.5 Das Fahrwasser ist eingeengt; die Zahl auf dem Zeichen gibt den Abstand in Metern an, in dem sich Fahrzeuge vom Ufer entfernt halten sollen

### Empfehlende Zeichen

D.2 Empfehlung, sich auf der mit „grün“ bezeichneten Fahrwasserseite zu halten
D.1a Empfohlene Durchfahrtsöffnung bei Brücken für Verkehr in beiden Richtungen
D.1b Empfohlene Durchfahrtsöffnung bei Brücken für Verkehr nur in der Richtung in der die Zeichen sichtbar sind

### Hinweiszeichen

E.1 Erlaubnis zum Stillliegen
E.2 Erlaubnis zum Ankern
E.4 Erlaubnis zum Wasserskifahren
E.5 Erlaubnis zum Segelsurfbrettfahren
E.6 Kennzeichnung der 2-m-Wasserlinie. Bei 2,5 m am Konstanzer Pegel ist seewärts der markierten Stelle eine Mindestwassertiefe von 2 m. Die Zahl auf der Tafel entspricht der in den verschiedenen Bodensee-Schifffahrtskarten eingetragenen Ordnungsnummer.
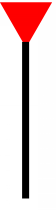
E.7 Kennzeichen der Untiefen und Schifffahrtshindernisse